# Dora Barrancos
Dora Beatriz Barrancos (Jacinto Arauz, 15 de agosto de 1940) es una investigadora, socióloga, historiadora, educadora y feminista argentina. Es doctora en Historia por la Universidad Estadual de Campinas (UNICAMP), Brasil, profesora consulta de la Universidad de Buenos Aires, fue Directora del Instituto Interdisciplinario de Estudios de Género (IIEGE) de la Facultad de Filosofía y Letras (UBA) y es Investigadora Principal del Conicet, en donde formó parte del directorio entre 2010 y 2019.

## Biografía

### Juventud y formación
Su padre era maestro, director de escuelas, y su madre, ―de apellido Bonjour―, era ama de casa. La familia se mudó una temporada desde la provincia de La Pampa a la provincia de Buenos Aires. En el pueblo de Laprida (provincia de Buenos Aires), Barrancos empezó la escuela secundaria. En 1957, Barrancos se inscribió en la Facultad de Derecho de la Universidad de Buenos Aires. En esos años militó en el «socialismo de vanguardia» pero luego terminó acercándose al partido Justicialista, y militó en la Juventud Peronista.
En 1960 falleció su padre y ella empezó a trabajar como maestra para mantener a su familia. Abandonó el estudio de la abogacía y empezó a cursar Sociología en la Facultad de Filosofía y Letras. En 1968, se graduó de licenciada en Sociología, en la Facultad de Filosofía y Letras de la Universidad de Buenos Aires.
En 1969 ingresó al Ministerio de Agricultura, en la Dirección de Educación Agrícola. Años después, tras una breve mudanza a General Roca, Río Negro, regresó a Buenos Aires y se incorporó al recientemente creado Instituto Nacional de Servicios Sociales para Jubilados y Pensionados, más conocido como PAMI. Hacia 1973, dictó la materia optativa “Problemas de la Educación argentina” en la carrera de Sociología, cargo que perderá con la intervención de la Universidad en 1974.

### Exilio durante la dictadura
Con el golpe de Estado de 1976 Barrancos perdió su trabajo como socióloga en el Programa de Atención Médica Integral (PAMI). Ella recibió amenazas de muerte, pero no podía marcharse al exilio porque tenía dos hijas muy pequeñas, de su primer matrimonio, y debía esperar la decisión de un juez que le diera permiso en materia de viajes con las niñas. Unos meses después, en mayo de 1977, un amigo le avisó a Barrancos que una compañera de la Juventud Peronista había sido secuestrada y había mencionado de manera explícita a Barrancos bajo tortura. Ese mismo día, Barrancos y su esposo decidieron dejar a las niñas al cuidado del padre de estas y escapar a Brasil.
En Belo Horizonte, Barrancos entró en contacto con el movimiento feminista y con otros movimientos sociales que se posicionaban en contra de la dictadura. En ese contexto tuvo su primer contacto con el filósofo francés Michel Foucault y su ingreso en el campo de historiografía.

### Regreso a la argentina y trayectoria académica
En 1984 regresó a Argentina, renunció al Partido Justicialista por considerar al peronismo un movimiento conservador ―ella había sido militante de la Juventud Peronista, el ala más izquierdista del movimiento peronista― y comenzó a estudiar la historia política de la Argentina. Publicó varios estudios sobre los movimientos socialistas y anarquistas. En 1985 presentó su tesis para obtener la maestría en Educación en la Facultad de Educación de la Universidad Federal de Minas Gerais, en Belo Horizonte.
En 1986 obtuvo el puesto de investigadora en el Conicet (Consejo Nacional de Investigaciones Científicas y Técnicas), y luego fue investigadora principal. Como historiadora, Barrancos se ha dedicado a estudiar el desarrollo del feminismo en Argentina, los movimientos sociales de principios del siglo XX, las revoluciones llevadas a cabo por las mujeres, los movimientos socialistas y anarquistas y el rol de la educación en la Historia argentina.
En 1993 obtuvo un doctorado en Historia, en el Instituto de Filosofía y Ciencias Humanas de la Universidad Estatal de Campinas.
En 1997, cuando se creó la primera Legislatura de la ciudad debido a que Buenos Aires dejó de ser una municipalidad y pasó a ser una ciudad autónoma. Barrancos fue legisladora de la ciudad de Buenos Aires por el partido Frente Grande.
Barrancos se hizo profesora titular regular de la cátedra de Historia Social Latinoamericana, en la Facultad de Ciencias Sociales de la Universidad de Buenos Aires. Coordinó la maestría en Estudios Sociales y Culturales, en la Facultad de Humanidades de la Universidad Nacional de La Pampa.
Entre 2000 y 2009 fue directora concursada del Instituto Interdisciplinario de Estudios de Género (IIEGE) de la Facultad de Filosofía y Letras de la Universidad de Buenos Aires.En mayo de 2010 fue elegida directora del Conicet en representación de las Ciencias Sociales y Humanas. Renunció en mayo de 2019 en protesta por la reducción presupuestaria que afectaba a la institución.
Es directora de la Maestría en Ciencias Sociales y Humanidades de la Universidad Nacional de Quilmes y desempeñó el mismo cargo en el doctorado de la especialidad. En 2019, fue candidata a senadora de la Nación por el Frente de Todos.
Fue becaria doctoral y posdoctoral del CONICET, especializada en historia política argentina. Es secretaria de Investigación ad honorem en la Universidad de la Ciudad de Buenos Aires. Ha dictado clases en la Universidad de Buenos Aires, la Universidad Nacional de San Martín, UCEMA y FLACSO.

## Actividad política
Considerada feminista, ha trabajado en pos del empoderamiento de la mujer. Se ha mostrado favorable a ciertas políticas feministas impulsadas por Lázaro Cárdenas en México, Rafael Correa en Ecuador, y de Alfonsín y Fernández en Argentina, criticando por otro lado a algunos personajes políticos como Gabriela Michetti y María Eugenia Vidal por sus posturas conservadoras, siendo crítica con la escasa participación de la mujer en el radicalismo, pero rescatando la figura de Alfonsín.
También ha rescatado la figura histórica de Evita por el voto femenino y la acción a favor de las mujeres de la Fundación Eva Perón. Se ha mostrado favorable al aborto y al movimiento Me Too.
Durante 2018 participó en los debates en torno a la legalización del aborto y se expresó en las audiencias a favor proyecto de ley en el Senado de la Nación. Defiende la teoría queer y apoyó la ley de identidad de género.
Con respecto al peronismo, considerar que este tomó una serie de medidas civilistas: la ley de adopción, la legitimidad de la igualdad de los hijos legítimos e ilegítimos. Barrancos considera "que los gobiernos liberales no se ocuparon de esto y en cambio el peronismo avanza sobre los derechos civiles".
Durante la presidencia de Alberto Fernández, fue asesora ad honorem del Poder Ejecutivo para la implementación de políticas públicas con perspectiva de género y diversidad. Durante este periodo, se sancionaron la Ley de Interrupción Voluntaria del Embarazo, la Ley de Cupo Laboral Travesti trans, el decreto establece el DNI y Pasaporte No Binario, entre otras políticas con perspectiva feminista. como coordinadora del Programa de Fortalecimiento de Derechos y Participación de las Mujeres Juana Azurduy; y como coordinadora del Comité Ejecutivo contra la Trata de Personas.
Barrancos participó de la jura de la nueva Constitución de la Provincia de La Rioja, brindando apoyo público a los gobernadores peronistas Ricardo Quintela y Axel Kicillof.

## Libros
Ha escrito varios libros y sus trabajos integraron algunas obras colectivas:
- Anarquismo, educación y costumbres en la Argentina de principio de siglo (1.ª edición). Contrapunto. 1990. ISBN 978-950-47-0024-1.
- Educación, cultura y trabajadores 1890-1930 (1.ª edición). Centro Editor de América Latina. 1991. ISBN 978-950-25-0083-6.
- Historia y género (1.ª edición). Centro Editor de América Latina. 1993. ISBN 978-950-25-2433-7.
- La escena iluminada. Ciencias para trabajadores (1890-1930) (1.ª edición). Plus Ultra. 1996. ISBN 978-950-21-1250-3.
- Inclusión/exclusión. Historia con mujeres (1.ª edición). Fondo de Cultura Económica. 2002. ISBN 978-950-557-526-8.
- Las mujeres y sus luchas en la historia Argentina (1.ª edición). Ministerio de Defensa. 2006. ISBN 978-987-97497-5-3.
- Formas de historia cultural (1.ª edición). Prometeo Libros. 2007. ISBN 978-987-574-168-3. En coautoría con Graciela Batticuore, José Emilio Burucúa, Mariano Ben Plotkin, Hilda Sábato y otros.
- Monstruos y monstruosidades (1.ª edición). Universidad de Buenos Aires. 2007. ISBN 978-950-29-1002-4. (Compiladora).
- Mujeres en la sociedad argentina. Una historia de cinco siglos (1.ª edición). Sudamericana. 2007. ISBN 978-950-07-2880-5.
- Mujeres, entre la casa y la plaza (1.ª edición). Sudamericana. 2008. ISBN 978-950-07-2967-3.
- Jornada de Conferencias Los derechos de las mujeres en la primera mitad del siglo XX (1.ª edición). Universidad Nacional de La Plata. ISBN 978-950-34-0612-0. En coautoría con Verónica Giordano, Marisa Adriana Miranda, Silvana Palermo, Graciela Amalia Queirolo, Karina Inés Ramacciotti y Adriana María Valobra.
- Evita, una mirada actual de una apasionada eterna (1.ª edición). Legislatura de la Ciudad Autónoma de Buenos Aires. 2012. ISBN 978-987-26649-1-6. (En coautoría).
- Moralidades y comportamientos sexuales: Argentina, 1880-2011 (1.ª edición). Biblos. 2014. ISBN 978-987-691-299-0.
- Dora Barrancos: Devenir feminista. Una trayectoria político-intelectual. Antología compilada por Ana Laura Martín y Adriana María Valobra. Editorial de la Facultad de Filosofía y Letras. ISBN 978-987-722-429-0. Disponible libremente.

## Premios y distinciones
- Premio Konex Diploma al Mérito en la disciplina Estudios de Género, 2016.[30]
- Mención de Honor Domingo Faustino Sarmiento del Honorable Senado de la Nación Argentina.
- doctora honoris causa por la Universidad Nacional de La Plata (marzo de 2020).[31]
- Reconocimiento como "Personalidad destacada de la Universidad de Buenos Aires" (2021),[32] durante los festejos por el Bicentenario de dicha universidad,[33] recibiendo también una medalla personalizada, una moneda acuñada por la Casa de la Moneda y un sello postal del Correo Argentino (especialmente elaborados para la ocasión).[34]
- doctora honoris causa por la Universidad Nacional de la Patagonia San Juan Bosco (septiembre 2022).[35]
- doctora honoris causa por la Universidad Nacional de Río Cuarto (marzo 2023).[36][37]
- doctora honoris causa por la Universidad de San Martín (marzo 2023).[38][39]

## Vida privada
Está casada con Eduardo Moon y tiene tres hijas.